# Prager Literaturhaus deutschsprachiger Autoren

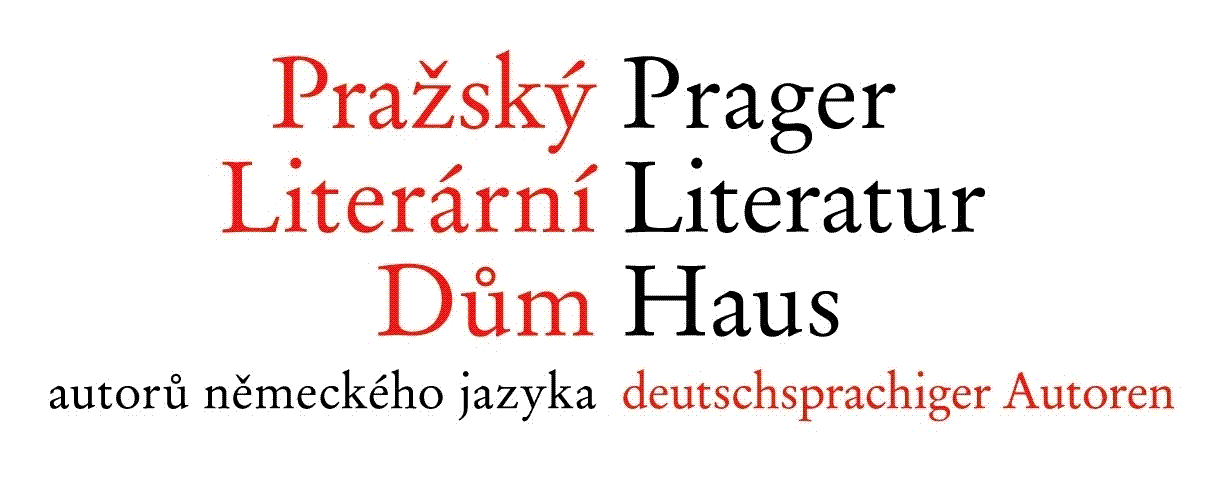
Logo des Prager Literaturhauses

Das Prager Literaturhaus deutschsprachiger Autoren (PLH), Pražský literární dům autorů německého jazyka, ist eine Kultureinrichtung, die eine Annäherung an die Tradition der auf Deutsch verfassten Literatur aus Böhmen, Mähren und Schlesien anstrebt. Es erinnert nicht nur an die sogenannte Prager deutsche Literatur aus dem Zeitraum zwischen 1890 und 1939/45, sondern weist auch auf die zeitgenössische Gestaltung der aus dem Gebiet der heutigen Tschechischen Republik stammenden deutschschreibenden Schriftsteller hin.

## Geschichte

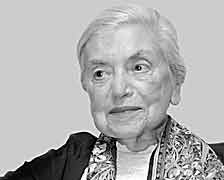
Autorin Lenka Reinerová

Bei der Entstehung des Literaturhauses wirkte die letzte aus Prag stammende deutschsprachige Autorin und Ehrenbürgerin Lenka Reinerová mit, die für die nächsten Generationen den Nachlass der Schriftsteller des „Prager Kreises“ erhalten wollte, in welchem sich Franz Kafka, Max Brod, Egon Erwin Kisch und bedeutende Prager Landsmänner jüdischer Abstammung, die sich für ihre literarische Gestaltung die deutsche Sprache aussuchten, getroffen haben. Ihre Vision war ein Museum Prager auf Deutsch verfasster Literatur, das an Prag als einen literarischen Treffpunkt europäischer Kulturen erinnern würde. Aus politischen Gründen ist es ihr anfangs jedoch nicht gelungen diese Vorstellung, deren Wurzeln bis in die 1960er Jahre reichen, in der sozialistischen Tschechoslowakei zu realisieren.
Das Prager Literaturhaus wurde erst im Jahr 2004 in Form eines Stiftungsfonds auf Veranlassung Reinerovás zusammen mit dem damaligen Botschafter der Tschechischen Republik in Berlin František Černý und dem Präsidenten der Franz-Kafka-Gesellschaft, Kurt Krolop, gegründet. Es hat seinen Sitz in Prag, Ječná 11, Praha 2.

## Tätigkeiten und Ziele
Ziel des Prager Literaturhauses ist es, den Kulturaustausch zu verlebendigen und Prag als traditionellen Ort des Aufeinandertreffens und der Verflechtung der tschechischen, deutschen und jüdischen Kultur zu präsentieren. Es erinnert nicht nur an die Prager deutsche Literatur aus der Feder R. M. Rilkes, F. Werfels, E. E. Kischs, Paul Leppins, G. Meyrinks, sondern auch an die Gestaltung weiterer, weniger bekannter Persönlichkeiten. An zeitgenössischen Schriftsteller und Übersetzer vergibt das Prager Literaturhaus internationale „gestalterische Aufenthaltsstipendien“.
Das Prager Literaturhaus besitzt zurzeit einen eigenen Bücherfonds, der eine Sammlung von rund 1000 Bänden umfasst und im September 2007 vom Kulturministerium der Tschechischen Republik (Ministerstvo kultury České republiky) als Grundbibliothek mit einem speziellen Fonds registriert wurde. Inhaltlich handelt es sich um Werke deutschsprachiger Autoren, die in den böhmischen Ländern geboren wurden oder gewirkt haben. Außerdem findet man dort Sekundärliteratur und historische Bände mit Bezug auf die tschechisch-deutschen Beziehungen. Es handelt sich um eine einzigartige, sich andauernd erweiternde Sammlung, deren Grundlage eine großzügige Spende von Katherina Holzheuer bildet. Seit 2009 verwaltet das Prager Literaturhaus zudem Lenka Reinerovás private Bibliothek. 
Das Literaturhaus organisiert regelmäßig Autorenlesungen, Workshops, Präsentationen neu veröffentlichter Bücher oder literarische Erinnerungs- und Diskussionsabende, aber auch Konferenzen, Fachvorträge, Gespräche und Ausstellungen. Diese literarischen Veranstaltungen ermöglichen, die breite Öffentlichkeit anzusprechen. Sie richten sich an alle Altersgruppen, besondere Aufmerksamkeit wird auch den Kindern und Jugendlichen gewidmet – das Literaturhaus veranstaltet Schreibwerkstätten mit Schriftstellern, Rezitationswettbewerbe auf Deutsch, Wettbewerb im kreativen Schreiben u. v. m. Das Prager Literaturhaus bietet auch verschiedene Programme für Schulklassen und Gruppen an.

Im September führt das Prager Literaturhaus jährlich ein internationales literarisches Festival „Literatur im Park“ durch, das traditionell im Park Stromovka in Prag stattfindet. Beim Festival treten tschechische, deutsche, österreichische oder auch schweizerische Autoren auf. Bei der Veranstaltung wird sowohl Prosa und Poesie als auch Literatur für Kinder vertreten. 2016 findet der sechste Jahrgang des Festivals statt.

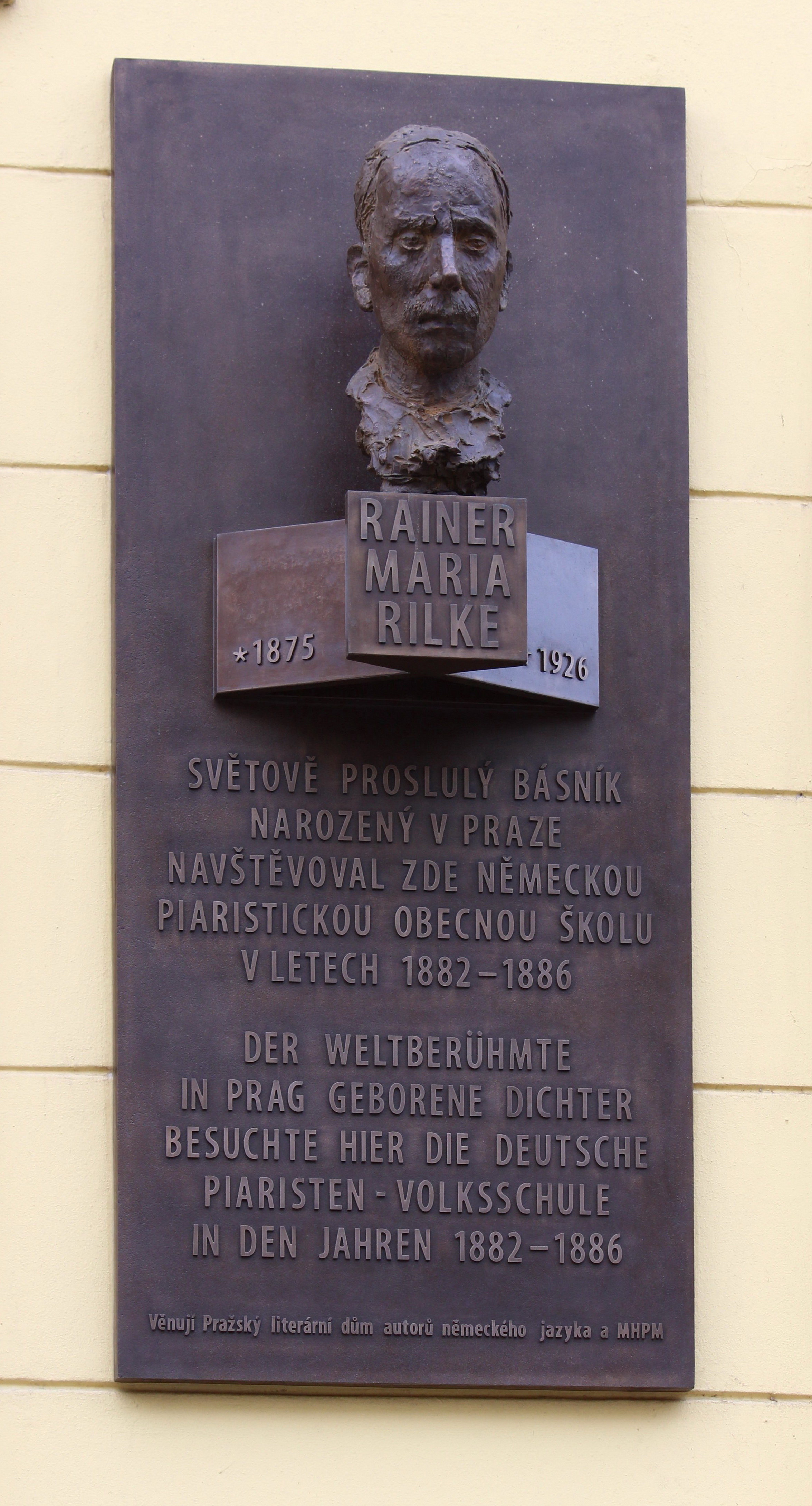
Gedenktafel für R. M. Rilke von der Bildhauerin Vlasta Prachatická

Im Jahr 2008 initiierte das Prager Literaturhaus deutschsprachiger Autoren das Projekt Kulturlandschaft, dessen Ziel es war, eine interaktive Karte kultureller Institutionen zu bilden, die in der Tschechischen Republik sowie im Ausland wirken und sich mit der Erhaltung des deutschen Kulturerbes aus dem tschechischen Gebiet beschäftigen. Diese Plattform vereinfacht den Zugang zu Informationen und ermöglicht weitere Zusammenarbeit. Sie ist auf der Webseite des Literaturhauses erreichbar.
Im September 2012 wurde im Prager Literaturhaus der deutschsprachigen Autoren dank der Unterstützung der Bundesrepublik Deutschland die interaktive Ausstellung „Kabinett der Prager deutschsprachigen Literatur“ feierlich eröffnet. Das Kabinett zeigt literarische Zusammenhänge innerhalb einer der herausragendsten Sammlungen deutscher Literatur, die außerhalb des zusammenhängenden deutschen Sprachgebiets – vor allem in den Jahren 1890–1939 – entstanden ist. Unter dem Motto „Literatur zum Anfassen“ können sich die Besucher mit alten Fotografien, wertvollen Drucken sowie Gegenständen, die die Autoren früher selbst in den Händen hielten, bekannt machen.
Dank des Einsatzes des Prager Literaturhauses deutschsprachiger Autoren wurden mehrere Gedenkplaketten enthüllt. 2009 organisierten PLH und der Labyrint Verlag die Enthüllung der Gedenkplakette „in memoriam Lenka Reinerovás“ am Haus Plzeňská 129 in Prag 5, wo Reinerovás in den letzten zehn Jahren ihres Lebens wohnte. Die Gedenktafel wurde in Anwesenheit von Vertreten des Verwaltungsbezirks Prag 5 am 27. Juni enthüllt.
Am 7. Dezember 2011 wurde in Zusammenarbeit des PLH und der Marina-Cvětajevová-Gesellschaft sowie der Unterstützung durch den Magistrat der Hauptstadt Prag die Gedenkplakette und Büste des gebürtigen Pragers Rainer Maria Rilke am ehemaligen Neustädter Gymnasium in Na Příkopě 16, das Rilke besucht hatte, angebracht.
Das PLH setzte sich auch für die Gedenkplakette des deutsch-jüdischen Dichters Louis Fürnberg ein, die vom Kultusminister Daniel Herman am 26. Mai 2015 am Haus Nr. 94 in Milady Horákové in Prag 7 in Anwesenheit von Familienmitgliedern des Dichters enthüllt wurde. Die Plakette mit dem Porträt von Louis Fürnberg wurde von Karel Štojdl geschaffen.

## Stipendienprogramm
Seit dem Jahr 2007 erteilte das Prager Literaturhaus den folgenden Autorinnen und Autoren gestalterische Aufenthaltsstipendien:
- Radka Denemarková (11/2007, Einmonatsaufenthalt in Wiesbaden)
- Peter Härtling (01–02/2008, Einmonatsaufenthalt in Prag)
- Tereza Boučková (09/2008, Einmonatsaufenthalt in Wiesbaden)
- Petr Čichoň (10/2008, Einmonatsaufenthalt in Wiesbaden)
- Michael Schneider (11/2008, Einmonatsaufenthalt in Prag)
- Luděk Navara (08/2009, Einmonatsaufenthalt in Wiesbaden)
- Tilman Rammstedt (08–09/2009, zweimonatiger Aufenthalt in Prag)
- Radek Fridrich (10/2009, Einmonatsaufenthalt in Wiesbaden)
- Andreas Martin Widmann (11/2009, Einmonatsaufenthalt in Prag)
- Lars Reyer (05–06/2010, zweimonatiger Aufenthalt in Prag)
- Josef Moník (06/2010, Einmonatsaufenthalt in Wiesbaden)
- Martin Becker (08/2010, Einmonatsaufenthalt in Prag)
- Jaromír Typlt (10/2010, Einmonatsaufenthalt in Wiesbaden)
- Stefan Beuse (10/2010, Einmonatsaufenthalt in Prag)
- Tereza Šimůnková (10–11/2010, Einmonatsaufenthalt in Bremen)
- Tobias Rausch (11/2010, Einmonatsaufenthalt in Prag)
- Susanne Berkenheger (11/2010, Einmonatsaufenthalt in Prag)
- Rolf Lappert (05/2011, einwöchiger Aufenthalt in Prag)
- Sarah Rehm (05–06/2011, zweimonatiger Aufenthalt in Prag)
- Robert Prosser (07/2011, Einmonatsaufenthalt in Prag)
- Mareike Krügel (10/2011, Einmonatsaufenthalt in Prag)
- Friederike Kenneweg (11/2011, Einmonatsaufenthalt in Prag)
- Peter Kurzeck (1/2012, zweimonatiger Aufenthalt in Prag)
- Ilona Stumpe-Speer (05, 06/2012, zweimonatiger Aufenthalt in Prag)
- Eva Hauserová (05/2012, Einmonatsaufenthalt in Bremerhaven)
- Vea Kaiser (07/2012, Einmonatsaufenthalt in Prag)
- Tanja Dückers (09/2012, Einmonatsaufenthalt in Prag)
- Markéta Pilátová (09/2012, Einmonatsaufenthalt in Krems)
- Bianca Bellová (09/2012, Einmonatsaufenthalt in Hamburg)
- Radek Malý (09/2012, Einmonatsaufenthalt in Bremen)
- Oksana Zabuzhko (10/2012, Einmonatsaufenthalt in Prag)
- Igor Malijevský (10/2012, Einmonatsaufenthalt in Wiesbaden)
- Katharina Hartwell (11/2012, Einmonatsaufenthalt in Prag)
- Harry Volker Altwasser (11/2012, Einmonatsaufenthalt in Prag)
- Andreas Stichmann (12/2012, Einmonatsaufenthalt in Prag)
- Kurt Drawert (02/2013, Einmonatsaufenthalt in Prag)
- Janna Steenfatt (05, 6/2013, zweimonatiger Aufenthalt in Prag)
- Isabella Feimer (07/2013, Einmonatsaufenthalt in Prag)
- Věra Nosková (10/2013, Einmonatsaufenthalt in Wiesbaden)
- Ivan Binar (05–06/2014, Sechs-Wochen-Aufenthalt in Bremen)
- Teresa Präauer (07–08/2014, Einmonatsaufenthalt in Prag)
- David Zábranský (10/2014, Einmonatsaufenthalt in Wiesbaden)
- Akos Doma (08, 09/2014, Zweimonatiger Aufenthalt in Prag)
- Roza Domascyna (10, 11/2014, Zweimonatiger Aufenthalt in Prag)
- Jutta Schubert (11/2014, Einmonatsaufenthalt in Prag)
- Rimantas Kmita (03/2015, Einmonatsaufenthalt in Prag)
- Peter Pragal (04/2015, Einmonatsaufenthalt in Prag)
- Jörg Jacob (05, 06/2015, Zweimonatiger Aufenthalt in Prag)
- Jaroslav Rudiš (05, 06/2015, Zweimonatiger Aufenthalt in Bremen)
- Verena Mermer (07/2015, Einmonatsaufenthalt in Prag)
- Jaroslav Paclík, Journalist (09/2015, Zweimonatiger Aufenthalt in Bremen)
- Rena Dumont (09, 10/2015, Zweimonatiger Aufenthalt in Prag)
- Jakuba Katalpa (10/2015, Einmonatsaufenthalt in Wiesbaden)
- Dirk Hülstrunk (11/2015, Einmonatsaufenthalt in Prag)
- Radka Denemarková (11/2015, Einmonatsaufenthalt in Krems)
- Claudia Bollmannm, Journalistin (12/2015, Zweiwöchiger Aufenthalt in Prag)
- Christian Hussel (05, 06/2016, Zweimonatiger Aufenthalt in Dresden)
- Constantin Göttfert (07–08/2016 Einmonatsaufenthalt in Krems)
- Gesa Olkusz (09/2016, Einmonatsaufenthalt in Bremen)
- Henning Bleyl, Journalist (10/2016, Sechs-Wochen-Aufenthalt in Bremen)
- Gert Loschütz (11/2016, Einmonatsaufenthalt in Wiesbaden)
- Martin Sichinger (April 2024 Einmonatsaufenthalt in Berlin)[3]

## Organisatorische Struktur
Der Stiftungsfonds PLH hat zwei Organe – den Vorstand und den Aufsichtsrat.
Die Mitglieder des Vorstands:
- Markéta Mališová (Stellvertretende Vorsitzende) – Direktorin der Franz-Kafka-Gesellschaft Prag
- Viera Glosíková – Germanistin (Dozentin an der Karlsuniversität Prag)
- Barbora Šrámková
- Tomáš Homola
- Milan Tvrdík

Mitglieder des Aufsichtsrats
- Eva Giese (Vorsitzende)
- Tomáš Jelínek

Direktor des Prager Literaturhauses – David Stecher
Programmleiterin – Klára Pelíšková